# Ugo Bologna

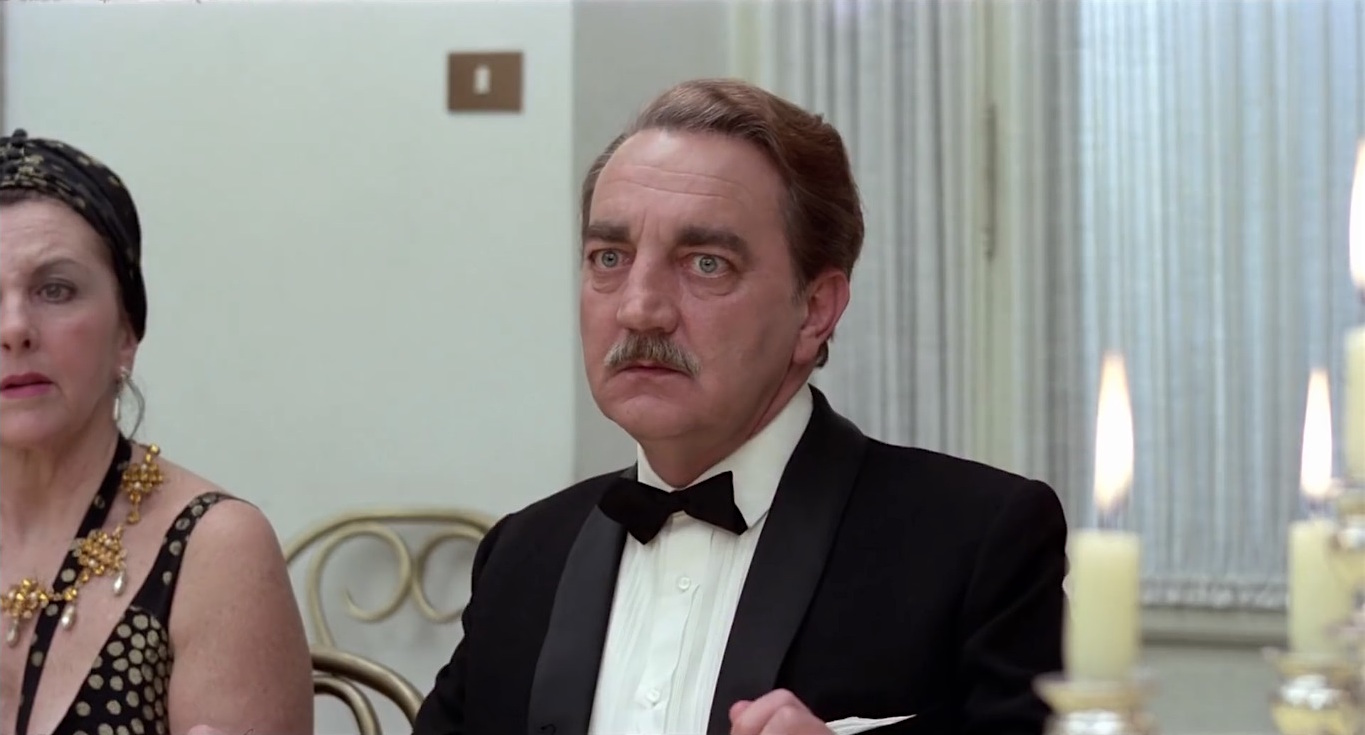
Ugo Bologna 1976

Ugo Bologna (* 11. September 1917 in Mailand; † 29. Januar 1998 ebenda) war ein italienischer Schauspieler und Synchronsprecher.

## Leben
Bologna, Sohn eines Kommunalangestellten und einer Hausfrau, begann 1936 eine Ausbildung zum Grundschullehrer, ging aber 1939 als Soldat in das besetzte Pula, wo er die Grundausbildung absolvierte. Wenig später wurde er im Kampf verwundet (später erhielt er eine Bronzemedaille für Tapferkeit).
1950 entschloss er sich dazu, seinen Lehrerberuf aufzugeben und sich dem Schauspiel zu widmen. Als Schüler von Isabella Riva erhielt er die Gelegenheit, neben Fantasio Piccoli auf der Bühne zu debütieren (als „Ludovico Nota“ in Luigi Pirandellos Vestire gli ignudi). Nach Arbeiten mit Tino Barpi und Angio Zane etablierte Bologna sich als Fernseh- (ab 1956) und Filmdarsteller (ab 1973). Auf der Leinwand meist in kleinen, aber beeindruckenden Rollen zu sehen, war er auf dem Bildschirm sehr rege und drehte neben zahlreichen Originalstoffen (Monetine du cinque lire, Il giovane dottor Freud) und Klassikern (Der kleine Lord, Buddenbrooks) auch Werbefilme. 1980 war er in einer Schweizer Produktion als Albert Einstein zu sehen.
1970 hatte Bologna in seiner Heimatstadt die Synchronfirma „C.D.M.“ (Cooperativa Doppiatori Milanesi) gegründet, war aber dann nach Rom gegangen und arbeitete meist für die „Cooperativa Sincrovox“.

## Filmografie (Auswahl)
- 1956: Lo scialle (Fernsehfilm)
- 1958: L'arma del delitto (Fernsehfilm)
- 1974: Killer Cop (La polizia ha le mani legate)
- 1976: Bluff (Il grande bluff)
- 1976: Blut eines Bullen (Sangue di sbirro)
- 1977: Ein schlichtes Herz (Un cuore semplice)
- 1977: Staatsraison (La raison d'état)
- 1977: Der Supertyp (Ecco noi per sempio…)
- 1978: Little Lips – Der zärtliche Tod (Piccole labbra)
- 1980: Großangriff der Zombies (Incubo sulla città contaminata)
- 1980: Ich und Katharina (Io e Caterina)
- 1980: Love Spaghetti Love (Spaghetti a mezzanotte)
- 1981: Der doppelte Held (Fracchia la belva umana)
- 1981: September Morning (Il falco e la colomba)
- 1982: Giuseppe Verdi – Eine italienische Legende (Verdi)
- 1983: Gelati und Amore (Sapore di mare)
- 1983: Sing Sing
- 1986: Im Kaufhaus ist die Hölle los (Grandi magazzini)
- 1994: I mitici - Colpo gobbo a Milano